# 青森県民の歌
「青森県民の歌」（あおもりけんみんのうた）は、1958年（昭和33年）に発表された日本の楽曲である。表題は資料により「青森県民歌」（あおもりけんみんか）とされる場合もある。
作詞・北野明（小沼幹止）、補作・西條八十、作曲・明本京静。

## 概要
青森県の県域紙『東奥日報』の創刊70周年記念事業として歌詞の公募を実施し、放送作家の小沼幹止が「北野明」のペンネームで応募した入選作を基に西條八十が補作を行った。作曲は東奥日報社の依頼により黒石市出身の明本京静が手掛けている。
題名は県民歌としての制定を企図して命名されているが、県は応募や作成には関わっていない。そのため、昭和40年代の資料では県民歌を「未制定」として本曲を「非公式の県民歌」との注釈付きで紹介する事例が見られる。青森県が主体となって作成・制定した正式な県民歌は1971年（昭和46年）の「青森県賛歌」が最初である。
なお、太平洋戦争終結後の1946年（昭和21年）から1947年（昭和22年）頃にそれまで学校で歌われていた「君が代」に代えて、本曲と同名の「青森県民の歌」と題する曲が歌われていたことが知られている。この（旧）県民の歌の作詞・作曲者は不明となっており、青森県音楽資料保存協会が情報提供を呼び掛けている。